# سبنسر وايت
سبنسر وايت (بالإنجليزية: Spencer White)‏ هو لاعب كرة قدم أسترالية أسترالي، ولد في 22 سبتمبر 1994.

## وصلات خارجية
- سبنسر وايت على موقع AustralianFootball.com (الإنجليزية)
- سبنسر وايت على موقع AFLtables.com (الإنجليزية)